# 藤川壽男
藤川 壽男（ふじかわ としお、1934年 - ）は、日本の建築家。愛知工業大学名誉教授。愛知建築士会会長歴任。藤川原設計を主宰。

## 代表作品
- 小山田記念温泉病院/共同設計(1987年病院建築賞、中部建築賞)
- 四日市大学キャンパス(日本建築学会作品選賞)
- 愛知県児童総合センター/共同設計(1996日本建築学会賞)

## 著作
- 現代住宅設計モデル集 1～4巻 : 新日本法規出版　共著（日本建築士会連合会業績賞)
- 増改築住宅設計モデル集』　新日本法規出版　2000年
- ナゴヤ地下街誕生物語 民設民営によるアーバンコンプレックスのしかけ : C&D出版、2007年